# Chiesa della Santissima Trinità (Nimis)
La chiesa della Santissima Trinità è un edificio religioso italiano situato nel comune di Nimis, presso la località di Pecolle.

## Storia
La chiesa, dedicata alla Santissima Trinità, venne edificata nei primi anni del 1500 su un terreno donato da Gregorio di Attimis.
Nel 1746 il luogo di culto venne ampliato con l'aggiunta della sacrestia e del campanile.
Nel corso dei secoli l'edificio fu sottoposto più volte a lavori di restauro, in particolare dopo i rovinosi terremoti del 1746, del 1931 e del 1976.

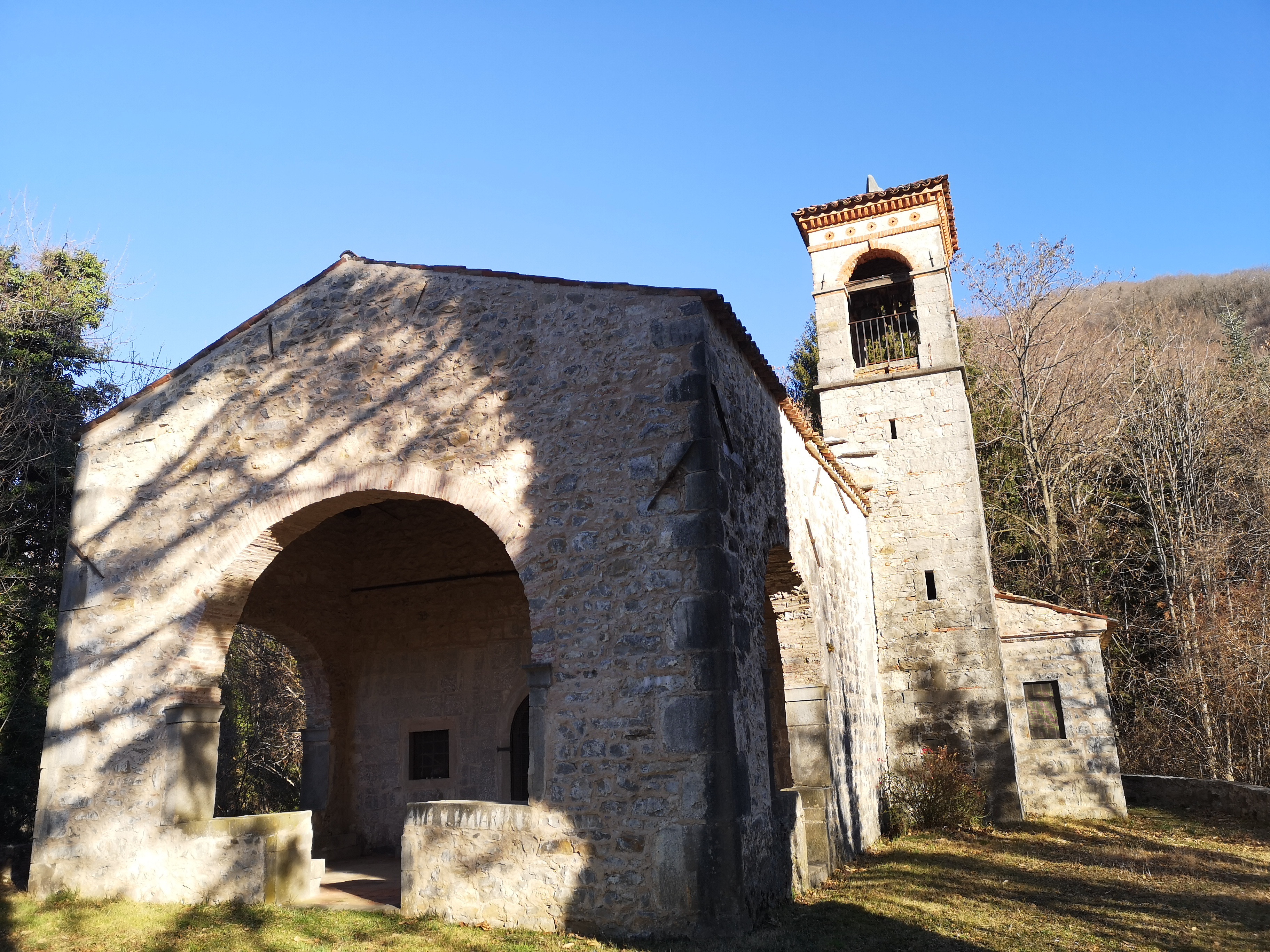
Frontale della Chiesa

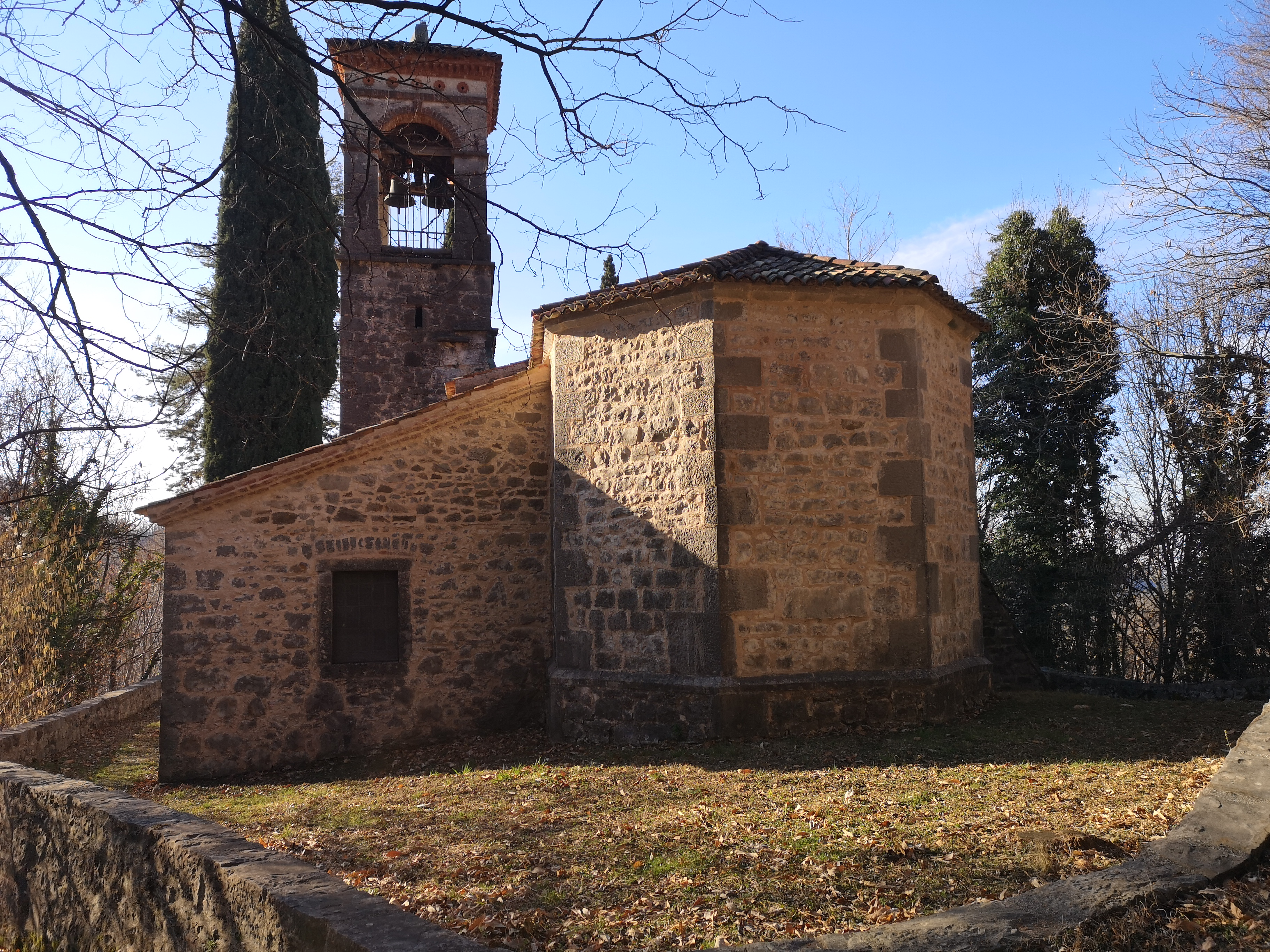
Retro della Chiesa

## Descrizione
Antistante l'aula c'è un ampio porticato con tre aperture ad arco a tutto sesto in parte occupate da muretti.
Si accede all'aula attraverso il portale di ingresso, sormontato da un arco ogivale in pietra. Ai due lati del portale ci sono due piccole finestre quadrate.
L'aula, di forma rettangolare, presenta sulle pareti laterali due finestre ogivali. Sulle pareti ci sono i resti di alcuni affreschi. Sollevando lo sguardo si possono vedere le capriate in legno e l'orditura secondaria del tetto, la cui copertura è in coppi in laterizio.
Un arco santo a tutto sesto separa l'aula dal presbiterio. Ai lati dell'arco santo si possono osservare due affreschi incorniciati.
Il presbiterio, che termina con l'abside, ha pianta pentagonale ed è sopraelevato di due gradini rispetto all'aula. Presenta una volta a crociera con costolonature in pietra ed è di dimensioni ridotte rispetto all'aula. Ai lati presenta due finestre ogivali.
A meridione si trovano la sacrestia e il campanile, parzialmente inglobato nei muri perimetrali dell'edificio.
Una porta in pietra collega l'aula alla sacrestia.
La pavimentazione dell'intero edificio è in cotto con mattonelle disposte a spina di pesce.